# Огневик
Огневик, или Зопничек, или Фломоидес (лат. Phlomoides), — род травянистых растений семейства Яснотковые (Lamiaceae).

## Ботаническое описание
Растения травянистые, не образуют форму «перекати-поле». Листья ко времени плодоношения опадающие.
Венчик при плодоношении опадающий; верхняя губа с боков несжатая, выгрызенно-зубчатая, реже волнистая, опушена (в том числе по краю изнутри) длинными простыми (с внешней поверхности иногда также звездчатыми) волосками. Боковые лопасти нижней губы хорошо развитые, не шиловидные. Эремы на верхушке обычно с пучком волосков.

## Таксономия

### Синонимы
- Clueria Raf. (1837)
- Eremostachys Bunge (1830) — Пустынноколосник, или Эремостахис
- Lamiophlomis Kudô (1929)
- Notochaete Benth. (1830)
- Orlowia Gueldenst. ex Georgi (1800)
- Paraeremostachys Adylov, Kamelin & Makhm. (1986) — Параэремостахис
- Phlomidopsis Link (1829), nom. superfl.
- Phlomitis Rchb. ex T.Nees (1843), nom. superfl.
- Pseuderemostachys Popov (1941) — Лжепустынноколосник
- Trambis Raf. (1837)

### Виды
Род включает около 140 видов, некоторые из них:
- Phlomoides adylovii Lazkov — Огневик Адылова
- Phlomoides alpina (Pall.) Adylov, Kamelin & Makhm. — Огневик альпийский
- Phlomoides maximowiczii (Regel) Kamelin & Makhm. — Огневик Максимовича
- Phlomoides tuberosa (L.) Moench typus — Огневик клубненосный
- Phlomoides uralensis Salmaki
- Phlomoides urodonta (Popov) Adylov, Kamelin & Makhm. — Огневик хвостозубый
- Phlomoides woroschilovii (Makarov) Prob. — Огневик Ворошилова
- Phlomoides zenaidae (Popov) Adylov, Kamelin & Makhm. — Огневик Зинаиды